# Al-Alwa
al-Alwa (tiếng Ả Rập: العلوة) là một ngôi làng ở phía nam tỉnh Al-Hasakah, đông bắc Syria. Ngôi làng nằm trên sông Khabur  Về mặt hành chính, ngôi làng thuộc về phó huyện al-Shaddadah của huyện al-Hasakah.
Ngôi làng chủ yếu là người Ả Rập sinh sống. Tại cuộc điều tra dân số năm 2004, nó có dân số 3.409.